# Rantau Binuang Sakti
Rantau Binuang Sakti is een bestuurslaag in het regentschap Rokan Hulu van de provincie Riau, Indonesië. Rantau Binuang Sakti telt 456 inwoners (volkstelling 2010).